# انجیل توماس

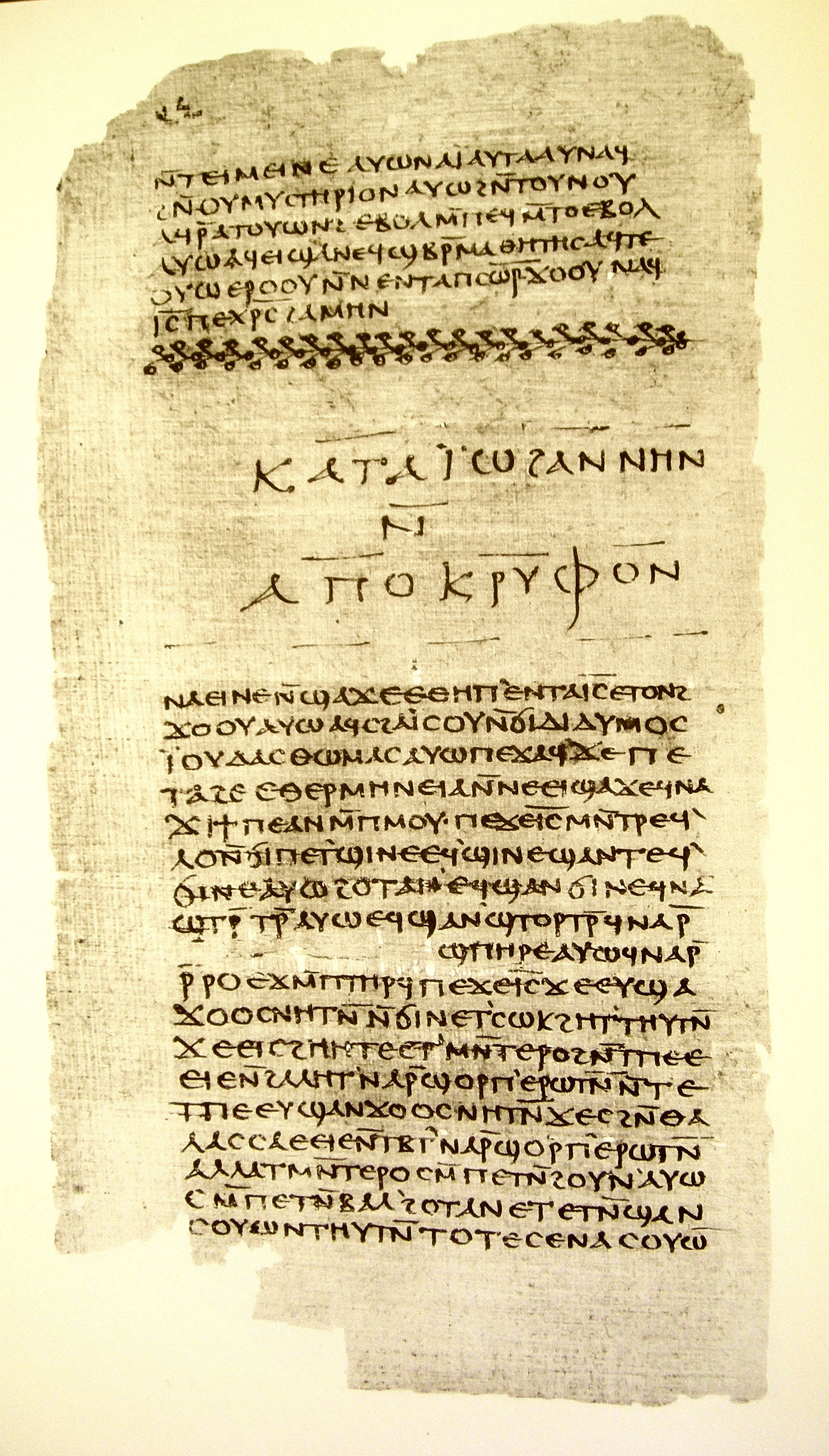
بخشی از انجیل توماس

انجیل توما (به انگلیسی: Gospel of Thomas) نام کتابی آپوکریفا است که در قرن بیستم در مجموعه نسخ خطی نجع حمادی مصر کشف شد. این کتاب شامل ۱۱۴ گفته منسوب به عیسی مسیح است که برخی از آنها شبیه به واژگان در اناجیل چهارگانه در عهد جدید می‌باشد ولی برخلاف اناجیل چهارگانه هیچ روایت داستانی از زندگی، مرگ یا رستاخیز عیسی ارائه نمی‌دهد، بلکه مجموعه‌ای از سخنان و تعالیم منسوب به او را ارائه می‌دهد

## کشف و تاریخچه
انجیل توما در دسامبر ۱۹۴۵ در روستای نجع حمادی مصر به همراه ۱۲ کدکس دیگر درون یک کوزه سفالی کشف شد. این نسخه به زبان قبطی نوشته شده و متعلق به قرن چهارم میلادی است. دانشمندان گمان می‌کنند که این آثار در واکنش به نامه‌ای از اسقف آتاناسیوس که قانونی سخت‌گیرانه برای کتاب‌های مقدس مسیحی تعیین کرده بود، دفن شده‌اند. بیشتر دانشمندان زمان نگارش نسخه اصلی را به قرن اول یا میلادی دوم نسبت می‌دهند که احتمالاً به زبان یونانی یا آرامی نوشته شده است . بنابراین انجیل توما یکی از متون مسیحی بسیار کهن است که تاریخ نگارش آن به احتمال زیاد به قبل از زمان نگارش اناجیل چهارگانه رسمی بر میگردد .
محققان انجیل توما را یکی از مهم‌ترین متون برای درک مسیحیت اولیه خارج از عهد جدید می‌دانند. یکی از مفاهیم اصلی این انجیل این است که نجات یا رستگاری از طریق درک و تجربه عرفانی سخنان عیسی حاصل می‌شود، نه از طریق اعتقاد به آموزه‌های دینی یا انجام آیین‌های مذهبی.

## محتوا
این متن شامل ۱۱۴ گفته (گفتاورد، به انگلیسی: Logia) است که عیسی مستقیماً به شاگردانش، به‌ویژه توما، بیان می‌کند. بر خلاف اناجیل هم نوا (متی، مرقس، لوقا و یوحنا)، انجیل توما دارای ساختار روایی نیست و بیشتر شبیه مجموعه‌ای از گفته‌های مستقل است که برخی از آن‌ها در سایر اناجیل نیز دیده می‌شود. این گفته‌ها اغلب با عبارت «عیسی گفت...» آغاز می‌شوند و گاهی به شکل مکالمات او با شاگردانش ثبت شده‌اند . 

انجیل توما با این عبارت رمز آلود و دعوت خواننده به جستجو آغاز می‌شود:

"اینها سخنان پنهانی است که عیسای زنده بیان کرد و دیدیموس یهودا توما آن‌ها را نوشت."
عبارت «عیسای زنده» (Living Jesus) یکی از مفاهیم مهم در این انجیل است که مفسران مختلف آن را به روش‌های گوناگونی تفسیر کرده‌اند. برخلاف اناجیل قانونی که بر مرگ، رستاخیز و فدیه عیسی تأکید دارند، انجیل توما بیانگر عیسایی است که جاودانه و همواره حاضر است، نه صرفاً به عنوان شخصیتی تاریخی، بلکه به عنوان استادی که حکمت جاودانه و دانش درونی را بیان می‌کند.
به نظر پیتر سلئو (P. Sellew)  مفهوم «عیسای زنده» در این انجیل نه به عنوان عیسای تاریخی، بلکه به عنوان شخصیتی جاودانه و آموزگار حقیقت معرفی شده است، که در تقابل با روایت سنتی رستاخیز در مسیحیت کلاسیک قرار دارد . 
به عقیده ویلیام بوز (W. B. Bowes) این عبارت بیانگر جاودانگی معنوی و حیات حقیقی است که از طریق شناخت به دست می‌آید. در تفکر عرفانی، «زنده» بودن به معنای بیداری روحانی است و این عیسی به جای قربانی‌شدن برای گناهان، راهی برای شناخت عمیق و ورود به حقیقت نهایی ارائه می‌دهد .
لئونارد اوونز (L. S. Owens) اشاره می‌کند که مفهوم «عیسای زنده» نمادی از یک راهنمای روحانی است که افراد را به کشف حقیقت درونی هدایت می‌کند. وی تأکید دارد که این ایده شباهت زیادی به سنت‌های معنویت‌گرایانه شرقی دارد که در آن، معلم زنده به عنوان راهی برای دستیابی به آگاهی بالاتر دیده می‌شود .

## رمزآلودگی و مفهوم شناخت برتر در انجیل توما
انجیل توما به عنوان یک متن عرفانی و آموزه‌محور، تأکید زیادی بر شناخت درونی به عنوان راه رستگاری و نجات دارد. برخلاف اناجیل هم‌نوا که بر ایمان به عیسی به عنوان منجی تأکید می‌کنند، انجیل توما راه رهایی را در دریافت مستقیم حقیقت از طریق درک عمیق آموزه‌های عیسی می‌داند.

یکی از کلیدی‌ترین گفته‌های این انجیل، در گفته ۱ بیان شده است:
"و او 〈عیسی〉گفت: هر کس معنای این سخنان را بیابد، مرگ را نخواهد چشید."
این گفته دارای ابعاد عرفانی و رازآلود است و مفسران آن را به عنوان دعوتی به شناخت باطنی و درک حقیقت پنهان در آموزه‌های عیسی تفسیر کرده‌اند. در سنت‌های عرفانی مسیحی، اصطلاح «نچشیدن مرگ» به رهایی از جهل و ورود به سطحی بالاتر از آگاهی و حیات معنوی اشاره دارد.
برخی از پژوهشگران مانند الین‌پیگلز (Elaine Pagels) و استفان جی. پترسون (Stephenا J. Patterson) بر این باورند که این گفته‌ها نشان‌دهنده یک جریان فکری در مسیحیت اولیه است که به جای تکیه بر ایمان بیرونی، بر شناخت درونی و کشف حقیقت فردی تأکید داشته است. این رویکرد با تعالیم گنوسیسم همسو است، جایی که نجات، نه از طریق قربانی‌شدن عیسی، بلکه از طریق خودشناسی و کشف الهی در درون انسان حاصل می‌شود.

## ارتباط با گنوستیسیسم
گنوستیسیسم یک جنبش فکری و دینی در اوایل مسیحیت بود که بر دانش باطنی و تجربه شخصی از حقیقت الهی تأکید داشت. آموزه‌های رمزگونه و عرفانی‌انجیل توما باعث شده است که برخی از محققان با گنوسیسم مرتبط بدانند ، زیرا بر شناخت برتر (گنوسیس، به یونانی باستان: γνῶσις)، کشف درونی و شناخت حقیقت درونی تاکیددارد   . 
بعنوان مثال برخی از گفته‌های انجیل توما، مانند جمله «پادشاهی خدا درون شماست» (گفته ۳) که مشابه آن در انجیل لوقا نیز یافت میشود(لوقا باب ۱۷ آیه ۲۱)، با اندیشه‌های گنوسی همخوانی دارد. با این حال، برخی دیگر از پژوهشگران معتقدند که این انجیل به‌طور کامل گنوسی نیست، بلکه بعدها تحت تأثیر عناصر گنوسی قرار گرفته است .

## ارتباط با اناجیل رسمی
پژوهش‌های متعددی نشان می‌دهند که انجیل توما مستقل از اناجیل هم‌نوا (متا، مرقس، لوقا) نگاشته شده است.
استیون دیویس (Stevan Davies) در پژوهش خود با عنوان تحلیل آماری همبستگی بین انجیل توما و اناجیل هم‌نوا  استدلال می‌کند که تفاوت‌های موجود در ترتیب گفته‌ها میان انجیل توما و اناجیل هم‌نوا نشان‌دهنده عدم وابستگی توما به متون قانونی عهد جدید است.
از سوی دیگر، استفان جی. پترسون (Stephen J. Patterson) در کتاب خود انجیل توما و عیسی با مقایسه متن هر گفتاورد در انجیل توما و نسخه‌های مشابه آن در اناجیل هم‌نوا به این نتیجه می‌رسد که توما نه یک اقتباس از اناجیل قانونی، بلکه یک جریان مستقل از سنت مسیحی را نمایندگی می‌کند .
وی توضیح می‌دهد که اگر انجیل توما مستقیماً از اناجیل هم‌نوا گرفته شده بود، انتظار می‌رفت که در هر گفتاورد مشترک، همان تحول تاریخی-سنتی که در متون قانونی مشاهده می‌شود، در نسخه توما نیز دیده شود. به بیان دیگر، اگر نویسنده یا ویراستار انجیل توما متون هم‌نوا را مبنا قرار داده بود، تمامی بار تاریخی و تفسیری آن متون را نیز به همراه می‌آورد و سپس تغییراتی در آن اعمال می‌کرد. اما پژوهش‌های تطبیقی نشان می‌دهند که این اتفاق نیفتاده است.
برخلاف آن، گفته‌های توما از مسیری متفاوت نشأت گرفته‌اند و هرچند برخی شباهت‌های ساختاری و محتوایی با اناجیل هم‌نوا دارند، اما دارای ویژگی‌های منحصربه‌فردی در جزئیات تاریخی و سنتی خود هستند. این امر نشان می‌دهد که گفته‌های انجیل توما به جای آن‌که وابسته به متون قانونی باشند، از یک سنت موازی و مستقل سرچشمه گرفته‌اند. 
از سوی دیگر در مطالعاتی که توسط هلوت کستر (Helmut Koester) انجام شده، مشخص شده است که تقریباً ۳۵ درصد از متون انجیل توما به‌طور مستقیم با انجیل‌های متی و لوقا مطابقت دارند، درحالی‌که ۱۵ تا ۲۰ درصد از این انجیل، شباهتی با متون شناخته‌شده ندارد و احتمالاً برگرفته از منابع گمشده یا سنت‌های  نخستین مسیحیت است که بعدها کلیسا آن را کنار گذاشت .

### میزان تطابق کلی انجیل توما با اناجیل رسمی
مطالعات محققان مختلف نشان می‌دهد که:
- ۳۵٪ از متون انجیل توما تقریباً همسان با متون متی، مرقس و لوقا است.
- ۲۰٪ دارای مشابهت معنایی اما با تفاوت‌های مهم در تفسیر و سبک بیان است.
- ۱۵ تا ۲۰٪ کاملاً منحصر به فرد بوده و در هیچ‌یک از اناجیل رسمی دیده نمی‌شود.
- ۳۰٪ از متون آن دارای شباهت جزئی با منابع دیگر است اما تغییرات قابل‌توجهی دارد [۱۵].

#### نتیجه گیری
- انجیل توما یکی از کهن‌ترین متون مسیحیت اولیه است که شباهت زیادی به متون متی، مرقس و لوقا دارد.
- از نظر سبک، این انجیل بیشتر شبیه به مجموعه‌ای از گفته های عیسی (مانند منبع فرضی "Q") است تا یک روایت تاریخی.
- برخی گفته‌های انجیل توما کاملاً گنوسی یا عرفانی هستند و در اناجیل رسمی دیده نمی‌شوند.
- میزان شباهت کلی این انجیل به اناجیل رسمی ۵۰ تا ۷۰ درصد تخمین زده شده است.

| انجیل یوحنا             | اناجیل هم‌نوا (متی، مرقس، لوقا) | انجیل توما            | ویژگی         |
| ----------------------- | ------------------------------ | --------------------- | ------------- |
| روایت داستانی و آموزه‌ای | روایت داستانی                  | مجموعه‌ای از گفتاوردها | ساختار        |
| ۹۰-۱۱۰ میلادی           | ۷۰-۱۰۰ میلادی                  | میلادی۱۵۰-۵۰          | زمان نگارش    |
| دارد                    | دارد                           | ندارد                 | رستاخیز عیسی  |
| بالا                    | متوسط                          | بسیار قوی             | دیدگاه عرفانی |

## الهیات انجیل توما

### عیسی: آموزگار حکمت و راهنمای معنوی
در انجیل توما، عیسی نقشی متفاوت از تصویر ارائه‌شده در اناجیل همسو دارد. او در این کتاب نه به عنوان یک نجات دهنده که جان خود را برای گناهان بشر قربانی می‌کند، بلکه به عنوان یک استادمعنوی و راهنمای حکمت ظاهر می‌شود. تعالیم او بر خودشناسی، آگاهی درونی، و کشف حقیقت الهی تأکید دارند.

### ۱. عیسی و دعوت به شناخت درونی
در گفته ۳ عیسی می‌گوید:
"اگر کسانی که شما را هدایت می‌کنند بگویند که ملکوت در آسمان است، آنگاه پرندگان آسمان پیش از شما خواهند رسید. اگر بگویند که ملکوت در دریا است، آنگاه ماهی‌ها پیش از شما خواهند رسید. اما ملکوت درون شما و بیرون از شماست. اگر خود را بشناسید، آنگاه شناخته خواهید شد و خواهید دانست که شما فرزندان پدر زنده‌اید."
در اینجا، عیسی تأکید می‌کند که ملکوت خدا در درون انسان نهفته است و به جای جستجوی آن در مکان‌های بیرونی یا انتظار برای نجات از طریق واسطه‌های دینی، باید حقیقت را در خود کشف کرد.

### ۲. عیسی به عنوان آموزگار حکمت
بر خلاف روایت سنتی که عیسی را نجات‌دهنده‌ای معرفی می‌کند که برای رستگاری بشر قربانی می‌شود، در انجیل توما او بیشتر شبیه یک حکیم و استاد معنوی است که انسان‌ها را به روشنگری هدایت می‌کند. در گفته ۱ عیسی می‌گوید:
"هر که معنای این گفته‌ها را بیابد، مرگ را نخواهد چشید."
اینجا، نجات نه از طریق ایمان به قربانی شدن عیسی، بلکه از طریق شناخت حقیقت و درک عمیق تعالیم او حاصل می شود.

### ۳. عیسی و فراتر رفتن از آموزه‌های مذهبی سنتی
در گفته ۳۹، عیسی به شاگردان خود هشدار می‌دهد که روحانیت رسمی و متون دینی نمی‌توانند حقیقت نهایی را نشان دهند:
"فریسیان و علمای دین، کلیدهای معرفت را گرفته‌اند و خود داخل نشده‌اند و به کسانی که می‌خواهند داخل شوند نیز اجازه نمی‌دهند."
این گفته نشان‌دهنده نگاه انتقادی انجیل توما به دین سازمان‌یافته است. عیسی، نه به عنوان مؤسس یک نهاد دینی، بلکه به عنوان راهنمایی برای آگاهی فردی و معنوی ظاهر می‌شود.

### ۴. عیسی و مفهوم وحدت و یگانگی
در گفته ۲۲، عیسی به شاگردان خود می‌گوید که برای ورود به ملکوت، باید تمامی دوگانگی‌های این جهان را از میان بردارند:
"وقتی آن دو را یکی سازید، و درون را همچون بیرون کنید، و بالا را همچون پایین، و مرد را همچون زن، تا مرد و زن یکی شوند، آنگاه داخل ملکوت خواهید شد."
این گفتار نشان می‌دهد که عیسی در انجیل توما بر وحدت درونی و از میان برداشتن تضادهای دوگانه (مانند ماده و روح، مرد و زن، بیرون و درون) تأکید دارد که یکی از اصول کلیدی در سنت‌های عرفانی و گنوسی است.
در انجیل توما، عیسی نه در نقش یک نجات دهنده فداکار بلکه یک استاد معنوی و راهنمای حکمت ظاهر می شود که شاگردان خود را به آگاهی، شناخت درونی و رهایی از جهل دعوت می‌کند. این دیدگاه، برخلاف تصویر سنتی عیسی در مسیحیت، او را به عنوان نمادی از روشنگری و کشف حقیقت معرفی می‌کند که هدف نهایی او هدایت انسان به سوی خودشناسی و وحدت الهی است.

### نجات و رستگاری
مفهوم نجات (Salvation) در انجیل توما با اناجیل قانونی تفاوت اساسی دارد. در حالی که اناجیل متی، مرقس، لوقا و یوحنا نجات را از طریق ایمان به عیسی، مرگ او بر صلیب و قیام او از مردگان می‌دانند، انجیل توما نجات را به‌عنوان فرایندی از خودشناسی و کشف حقیقت درونی معرفی می‌کند . 

گفته ۳ از انجیل توما می‌گوید:
"ملکوت خدا درون شما و بیرون از شماست. هنگامی که خود را بشناسید، شناخته خواهید شد و خواهید فهمید که فرزندان پدر زنده هستید. اما اگر خود را نشناسید، در فقر خواهید ماند و همان فقر خواهید بود ."
 گفته ۷۰ می‌گوید:
"اگر آنچه در درون شماست را آشکار کنید، آنچه در درون دارید شما را نجات خواهد داد. اما اگر آن را آشکار نکنید، آنچه در درون شماست شما را نابود خواهد کرد. "
 گفته ۱۱۳ بیان می‌کند:
"ملکوت با انتظار کشیدن نخواهد آمد... بلکه ملکوت پدر گسترده بر روی زمین است، اما مردم آن را نمی‌بینند. "
در این تعالیم، برخلاف اناجیل قانونی، نجات به‌جای آنکه از طریق ایمان به عیسی یا فداکاری او حاصل شود، از طریق کشف حقیقت و درک آگاهی معنوی فردی به‌دست می‌آید.
| اناجیل قانونی (متی، مرقس، لوقا، یوحنا)      | انجیل توما                         | موضوع             |
| ------------------------------------------- | ---------------------------------- | ----------------- |
| ایمان به مسیح و فیض الهی                    | شناخت درونی و خودآگاهی (گنوسیس)    | ماهیت نجات        |
| منجی که با مرگ و قیام خود بشر را نجات می‌دهد | معلم و راهنما برای کشف حقیقت درونی | نقش عیسی          |
| رویدادی آینده که با بازگشت مسیح محقق می‌شود  | در درون فرد است و باید کشف شود     | مفهوم ملکوت خدا   |
| پذیرش مسیح و اطاعت از او                    | خودشناسی و دریافت حکمت مخفی        | راه رسیدن به نجات |

### تفسیر‌های مختلف از مفهوم نجات در انجیل توما
در انجیل توما مفهوم نجات وابسته به پذیرفتن قربانی عیسی نیست، بلکه متکی بر شناخت عمیق و شهود فردی است.
1. تفسیر عرفانی: نجات در انجیل توما به معنای کشف حقیقت درونی و اتحاد با حکمت الهی است. این مسیر از طریق درک آموزه‌های عیسی و رمزگشایی از پیام‌های او طی می‌شود.
2. تفسیر گنوسی: در تفکر گنوسی، جهان مادی نوعی زندان برای روح انسان است. تنها کسانی که موفق به درک دانش پنهان (گنوسیس) شوند، از این زندان رها شده و به حیات حقیقی می‌رسند.
3. تفسیر روانشناختی: برخی مفسران مدرن مانند کارن کینگ (Karen King) معتقدند که آموزه‌های انجیل توما نشان‌دهنده سفری درونی برای شناخت خود و رسیدن به حقیقتی فراتر از مفاهیم معمولی ایمان مذهبی است[۲۴].

## زن در انجیل توما
برخی از محققان و خوانندگان انجیل توما، گفته هایی را در این کتاب یافته‌اند که به ظاهر زن‌ستیزانه به نظر می‌رسند و‌ این را دلیلی برای رد این کتاب عنوان می کنند . به عنوان مثال، گفته ۱۱۴ به زن‌ستیزی و ضدیت با جنسیت مونث نسبت داده  می‌شود:
"شمعون پطرس به آن‌ها گفت: "بگذار مریم از میان ما برود، زیرا زنان شایستهٔ زندگی نیستند. عیسی گفت: بنگرید، من او را هدایت خواهم کرد تا او را مرد گردانم، تا او نیز روحی زنده شود که شبیه شما مردان گردد. زیرا هر زنی که خود را مرد سازد، به ملکوت آسمان وارد خواهد شد."
در منابع گنوسی، از جمله در انجیل توما، مفهوم روحانی انسان به جنسیت وابسته نیست و در واقع هدف از آموزه‌ها، تعالی روح و دستیابی به حقیقتی است که فراتر از تفاوت‌های فیزیکی و ظاهری است. بنابراین، نگرش عرفانی این متون، همگان را دعوت به شناخت درونی و معنوی می‌کند و هیچ‌گونه تبعیض جنسی را تجویز نمی‌کند . در این نظام فکری، دوگانگی‌های دنیوی مانند مرد و زن، جسم و روح، و نور و تاریکی باید فراتر روند تا انسان نجات یابد. بنابراین، در لوگون ۱۱۴، عبارت "زن را مرد خواهم کرد" اشاره به تغییر فیزیکی ندارد، بلکه به فرایند روحانی ارتقا و پشت سر گذاشتن تمایزات جسمانی اشاره دارد. 

در این باره، الن پاگلس، در کتاب خود می گوید:
"این انجیل بیشتر به موضوع روشنگری معنوی علاقه دارد تا تثبیت ارزش‌های پدرسالارانه. تبدیل زن به مرد در اینجا نه به عنوان تغییر فیزیکی، بلکه به عنوان نمادی از تعالی روحانی و عبور از محدودیت‌های دنیوی فهمیده می‌شود."
در انجیل توما، جنسیت بیشتر نمادین است تا واقعی. در این باره  ماروین مایر می گوید:
"جنسیت در این متن‌ها مفهومی جسمانی ندارد. تبدیل زن به مرد، نماد دست‌یابی به شناخت معنوی و آزادی از محدودیت‌های مادی است. "
در سایر قسمت‌های انجیل توما، زنان نقشی برابر با مردان در جستجوی حقیقت و روشنگری دارند. برای مثال، در گفته ۲۲ ، عیسی به شاگردانش می‌گوید که برای ورود به ملکوت، آن‌ها باید زن و مرد را یکی سازند، که تأییدی بر دیدگاه غیرجنسی و برابرگرایانه گنوسی است. در این باره استفان جی. پترسون بیان می کند:
"این متن‌ها به دنبال ایجاد سلسله‌مراتب جنسیتی نیستند، بلکه بر عبور از این محدودیت‌ها برای رسیدن به درک عمیق‌تر از خداوند تأکید دارند. "